# Samsung Galaxy A10e
O Samsung Galaxy A10e é um smartphone Android desenvolvido e fabricado pela Samsung Electronics. Faz parte da série Galaxy A, que é voltada para o mercado intermediário. Foi anunciado em julho de 2019 e lançado em agosto de 2019.

## Software
O smartphone sai de fábrica com sistema operacional móvel Android 9 (Pie) com a primeira versão da One UI da Samsung.